# Ferrocarril Lima-Ica
El ferrocarril Lima-Ica es un proyecto ferroviario de tren de cercanías que conectaría la ciudad de Lima con Ica, en Perú. Este ferrocarril transportaría mercancías y pasajeros entre las dos ciudades, incluyendo también a las ciudades de Chilca, Asia, Cañete, Chincha y Pisco, a lo largo de un trayecto de 280 kilómetros.

## Historia

### Antecedentes

#### Ferrocarril Lima-Lurín
El Ferrocarril Lima-Lurín fue un ferrocarril de trocha angosta que conectaba a la ciudad de Lima con Lurín. El 11 de noviembre de 1912 el Ministerio de Fomento emitió una resolución suprema, la cual preveía la ejecución de la construcción de un ferrocarril de trocha angosta entre Lima y Chilca. La resolución estuvo firmada por el ministro Fermín Málaga Santolalla y el presidente Augusto Leguía. Aunque se tenía planeado que el tramo Lima-Lurín se extendiera posteriormente hasta Chilca, y del que a su vez formaba parte del proyectado ferrocarril Lima-Pisco, el proyecto nunca se completó y solo se completó el tramo de Lima hasta Lurín. El 13 de diciembre de 1918 se encargó a la Peruvian Corporation que entregara al servicio público provisional. El tráfico de carga y de pasajeros se inició el 6 de ese mismo mes y año.
La Peruvian Corporation administró la línea hasta 1932, en que la asumió el Gobierno. Después de haber perdido su más importante ingreso que era el transporte de la producción de la cantera Atocongo por haber sido trasladada a la fábrica de Maravillas al propio yacimiento, la construcción de una nueva carretera y un déficit constante, finalmente se decretó su cierre en 1964, desmontándose los rieles y siendo su material rodante entregado a otras líneas del Estado.

### Relanzamiento del proyecto
En julio de 2018, el entonces presidente Martín Vizcarra anunció en su Mensaje a la Nación por Fiestas Patrias el proyecto del Ferrocarril Lima-Ica, el cual cubriría el trayecto Callao – Lima – Lurín – Chilca – Asia – Cañete – Chincha - Pisco – Ica, cubriendo un total de 323.7 km.
El 6 de diciembre de ese mismo año, el Congreso de la República declaró el proyecto de interés nacional. Para fines de 2019 se había suscrito un contrato de S/ 42 millones con el consorcio Tren Lima-Ica (compuesto por China Railway, Creec Perú, Vitrubio Ingeniería, Fynsa Ingenieros) con tal de elaborar el estudio de preinversión, con un plazo de 270 días.
La elaboración de su perfil técnico se preveía que culmine para julio o agosto de 2023, y que la obra demore entre 4 a 6 años hasta su terminación. En octubre de 2023, el ministro de Transportes y Comunicaciones, Raúl Pérez-Reyes, indicó que para el mes de diciembre el proyecto tendría finalizado su perfil reforzado para luego en el 2024 continuar con el proceso de ProInversión.
En julio de 2024, el MTC informó que se concluyeron los estudios de perfil del proyecto del Ferrocarril Lima-Ica, así como también del Ferrocarril San Juan de Marcona-Andahuaylas.
El 4 de noviembre, el ministro de Transportes y Comunicaciones, Raúl Pérez-Reyes, presentó el proyecto del Ferrocarril Lima-Ica a 14 embajadas de diversos países. El ministro informó que la iniciativa tendrá un costo estimado de USD 6.5 mil millones y beneficiaría a 6.5 millones de personas. Asimismo, detalló que se había culminado la fase de preinversión. Por otro lado, informó que el proyecto será ejecutado bajo la modalidad de Gobierno a Gobierno (G2G).
La obra está proyectada para que esté concluida en cinco años a partir del primer semestre del 2026, donde iniciaría su construcción, y finalizaría en el 2031 o 2032. De igual manera, forma parte del Plan Nacional de Desarrollo Ferroviario, cuyo objetivo es mejorar la infraestructura del país y potenciar su competitividad a nivel regional.

## Trayecto
El ferrocarril cubrirá un trayecto de 280 km, que va desde el distrito de Villa El Salvador en Lima y la provincia de Ica, lo que reduciría el tiempo de viaje de ambas ciudades a solo 2 horas y 30 minutos. El ferrocarril tendrá un total de 15 estaciones y una conexión con la línea 1 del Metro de Lima y Callao, mediante la estación Villa El Salvador. Los trenes viajarían hasta una velocidad de 200 km/h, los cuales convertirían al ferrocarril como el más veloz de Iberoamérica.
| Nombre              | Ciudad                | Provincia | Conexión                                   |
| ------------------- | --------------------- | --------- | ------------------------------------------ |
| Villa El Salvador   | Lima                  | Lima      | Villa El Salvador                          |
| Lurín               | Lima                  | Lima      |                                            |
| Punta Negra         | Lima                  | Lima      |                                            |
| Chilca              | Chilca                | Cañete    |                                            |
| Mala                | Mala                  | Cañete    |                                            |
| Asia                | Asia                  | Cañete    |                                            |
| Cerro Azul          | Cerro Azul            | Cañete    |                                            |
| Cañete              | San Vicente de Cañete | Cañete    |                                            |
| Chincha Alta        | Chincha Alta          | Chincha   |                                            |
| Chincha Baja        | Chincha Baja          | Chincha   |                                            |
| Pisco               | Pisco                 | Pisco     |                                            |
| Aeropuerto de Pisco | Pisco                 | Pisco     | Aeropuerto Capitán FAP Renán Elías Olivera |
| Paracas             | Paracas               | Pisco     |                                            |
| Guadalupe           | Guadalupe             | Ica       |                                            |
| Ica                 | Ica                   | Ica       |                                            |